# Schiedea adamantis
Schiedea adamantis är en nejlikväxtart som beskrevs av St. John. Schiedea adamantis ingår i släktet Schiedea och familjen nejlikväxter. IUCN kategoriserar arten globalt som akut hotad. Inga underarter finns listade i Catalogue of Life.

## Bildgalleri

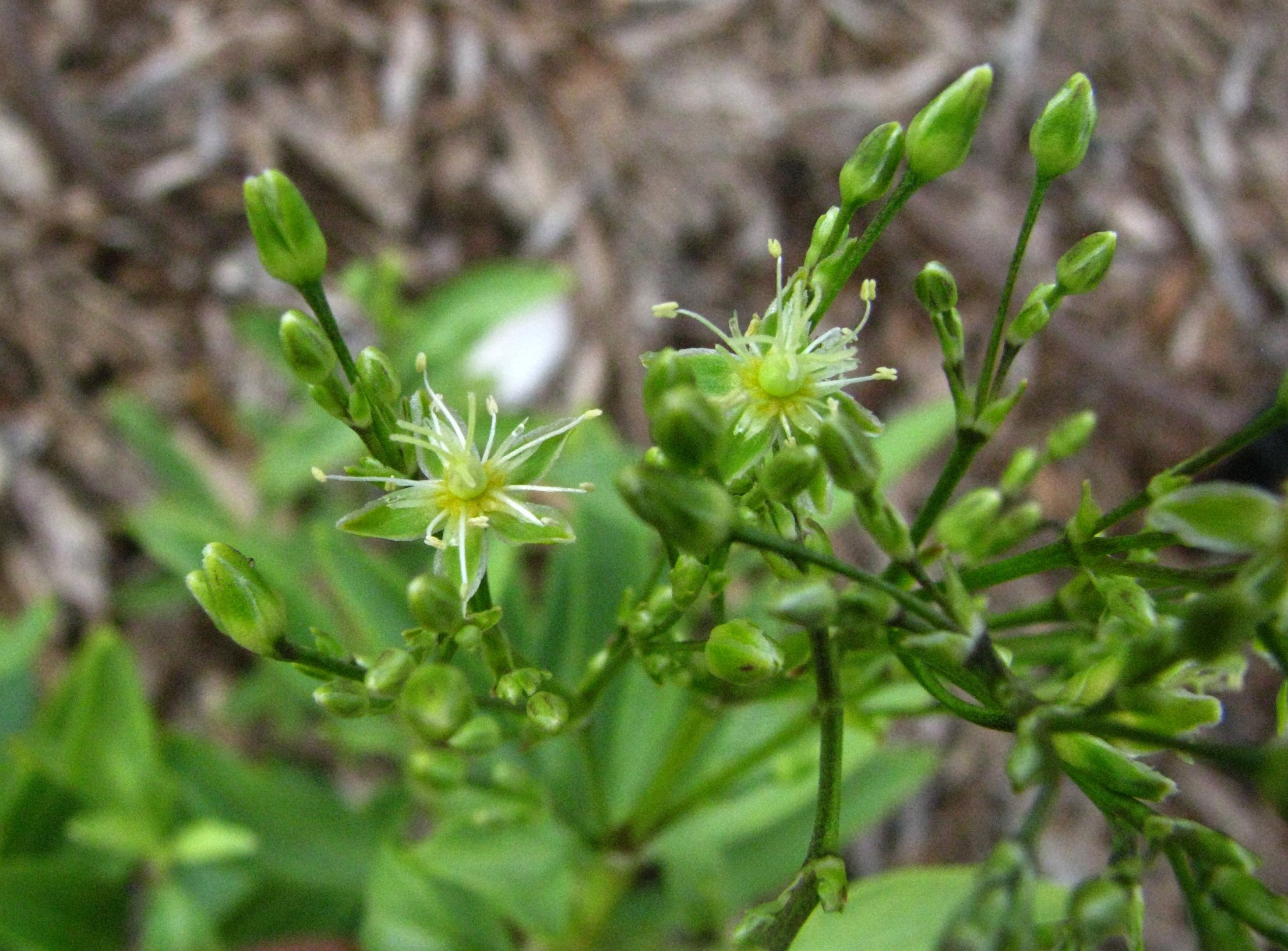
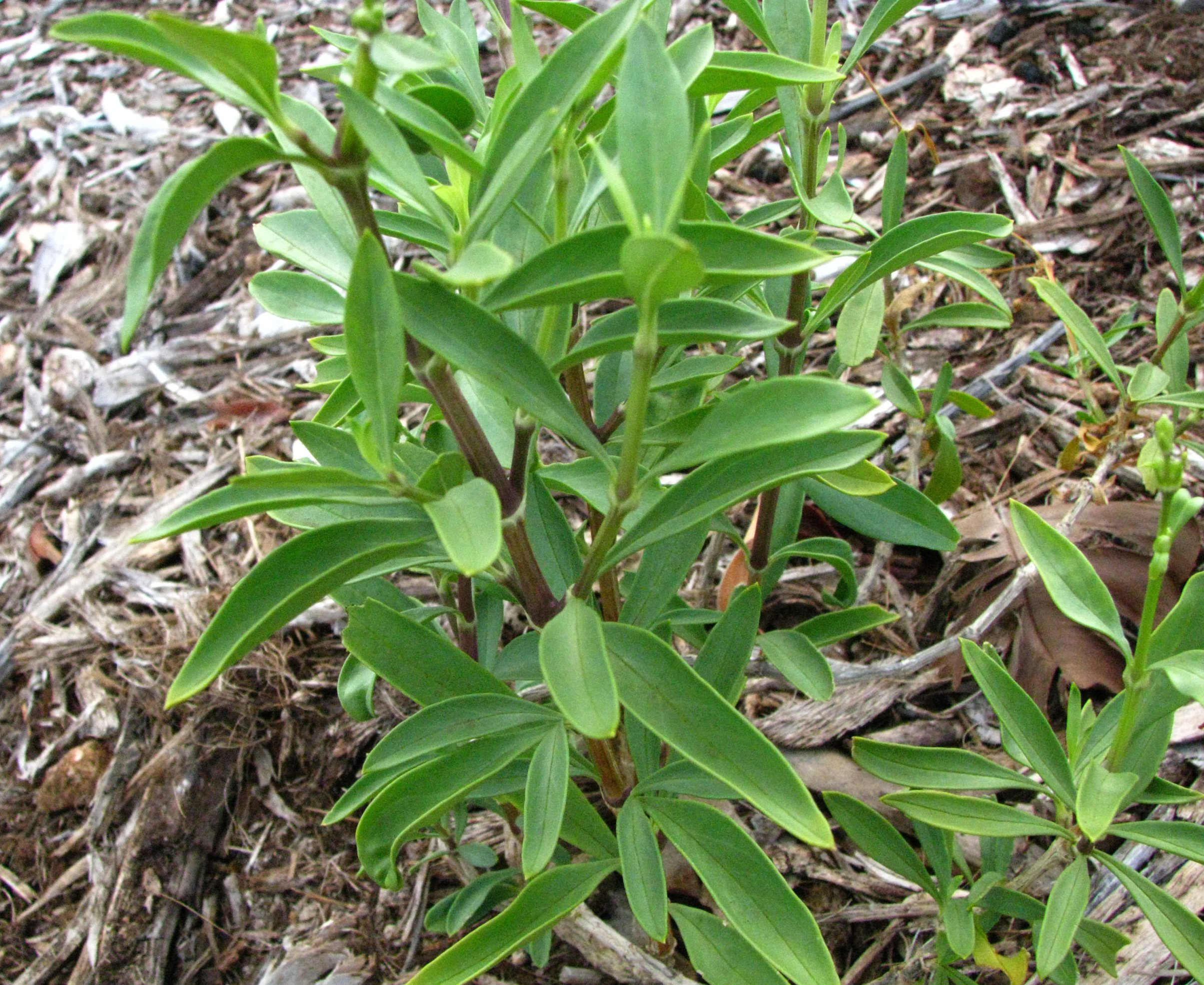
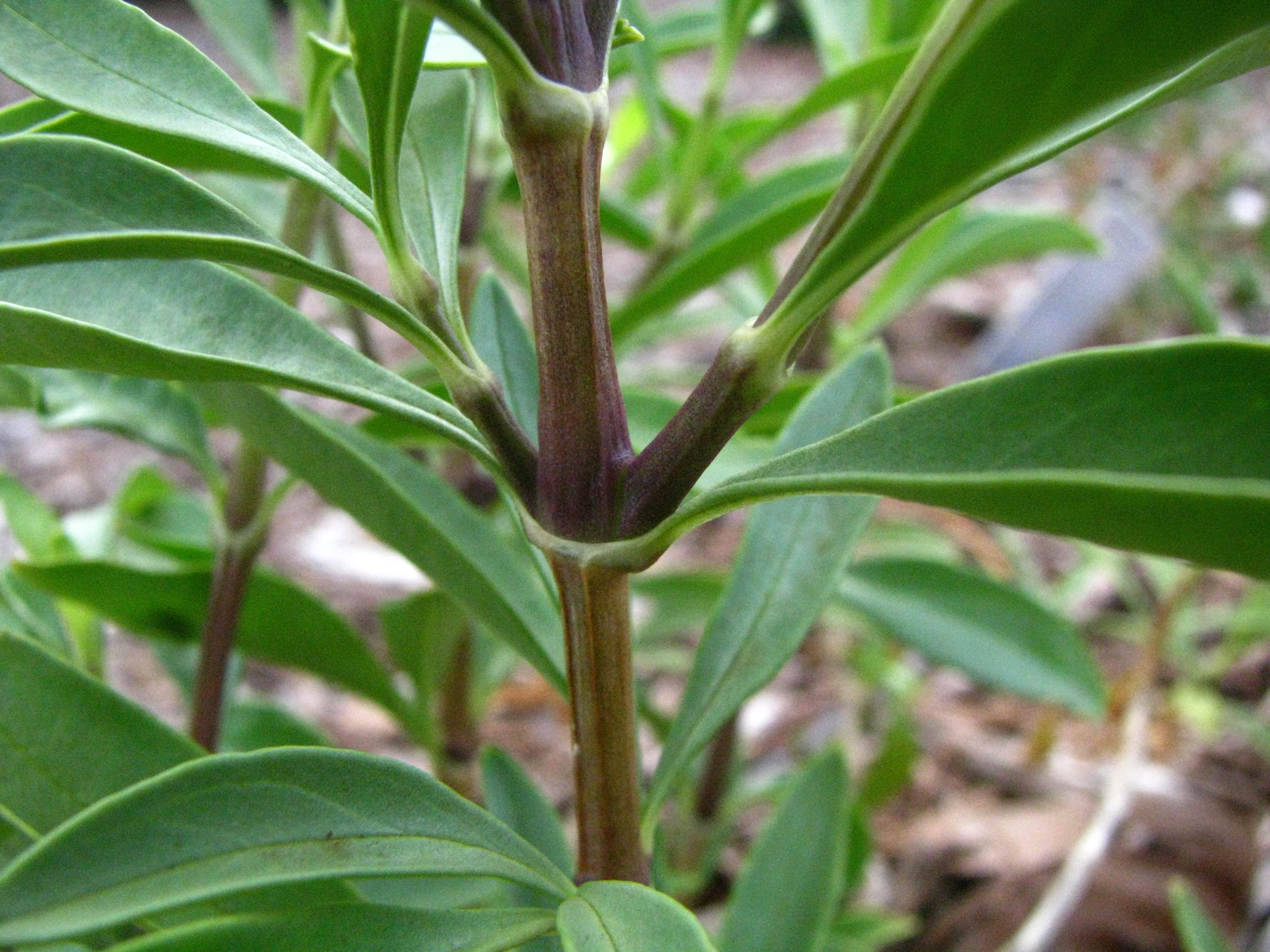
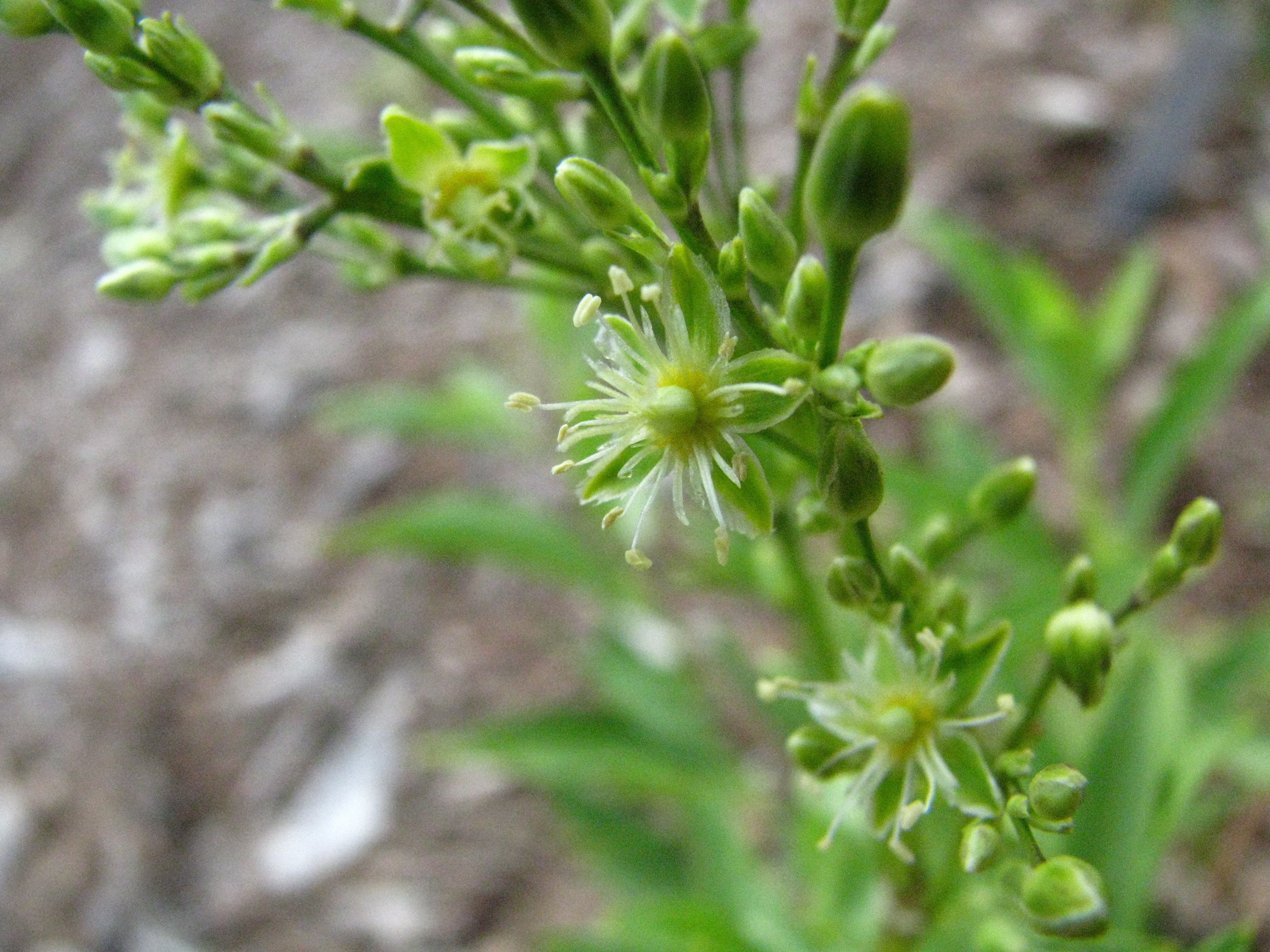
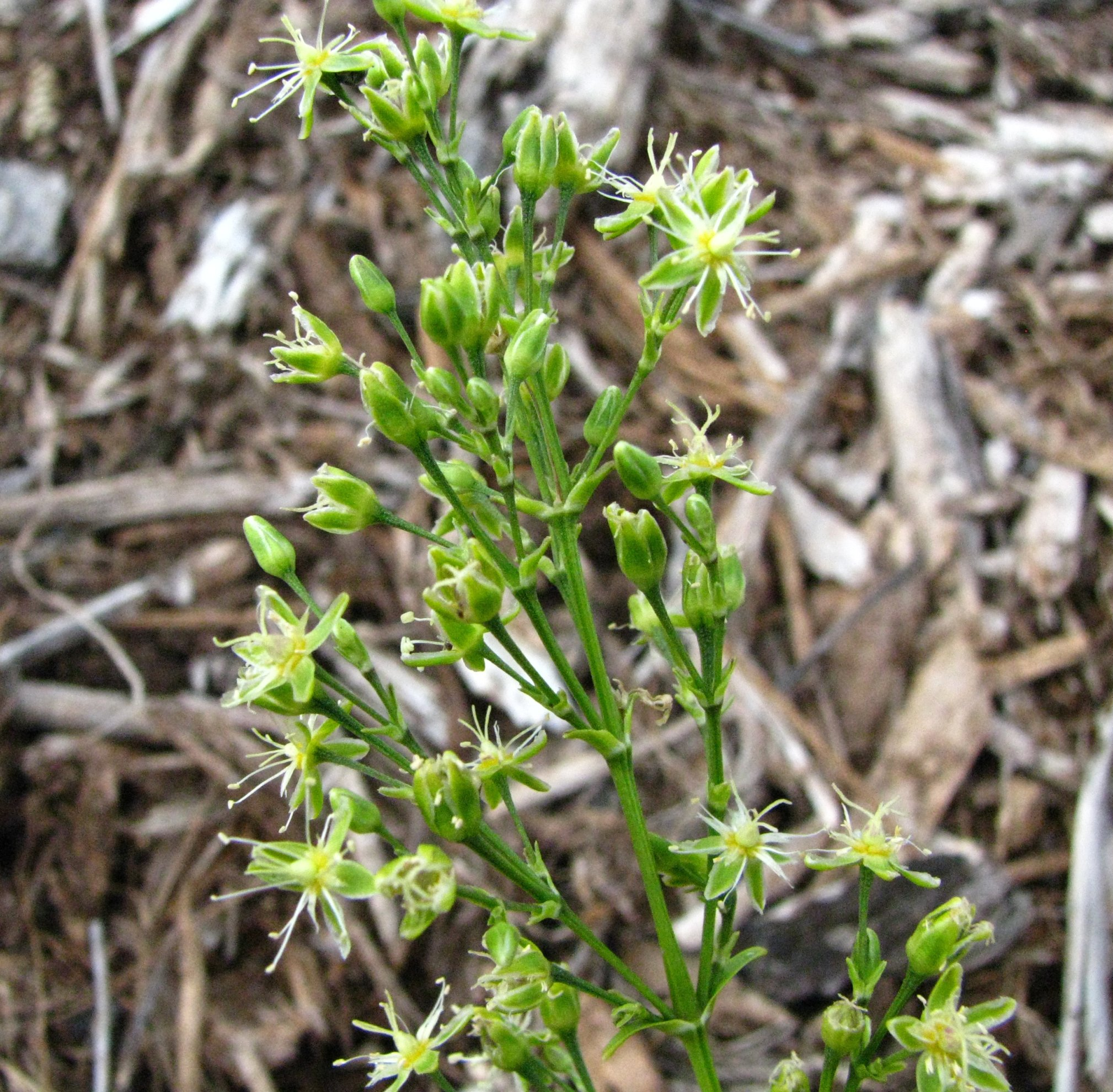
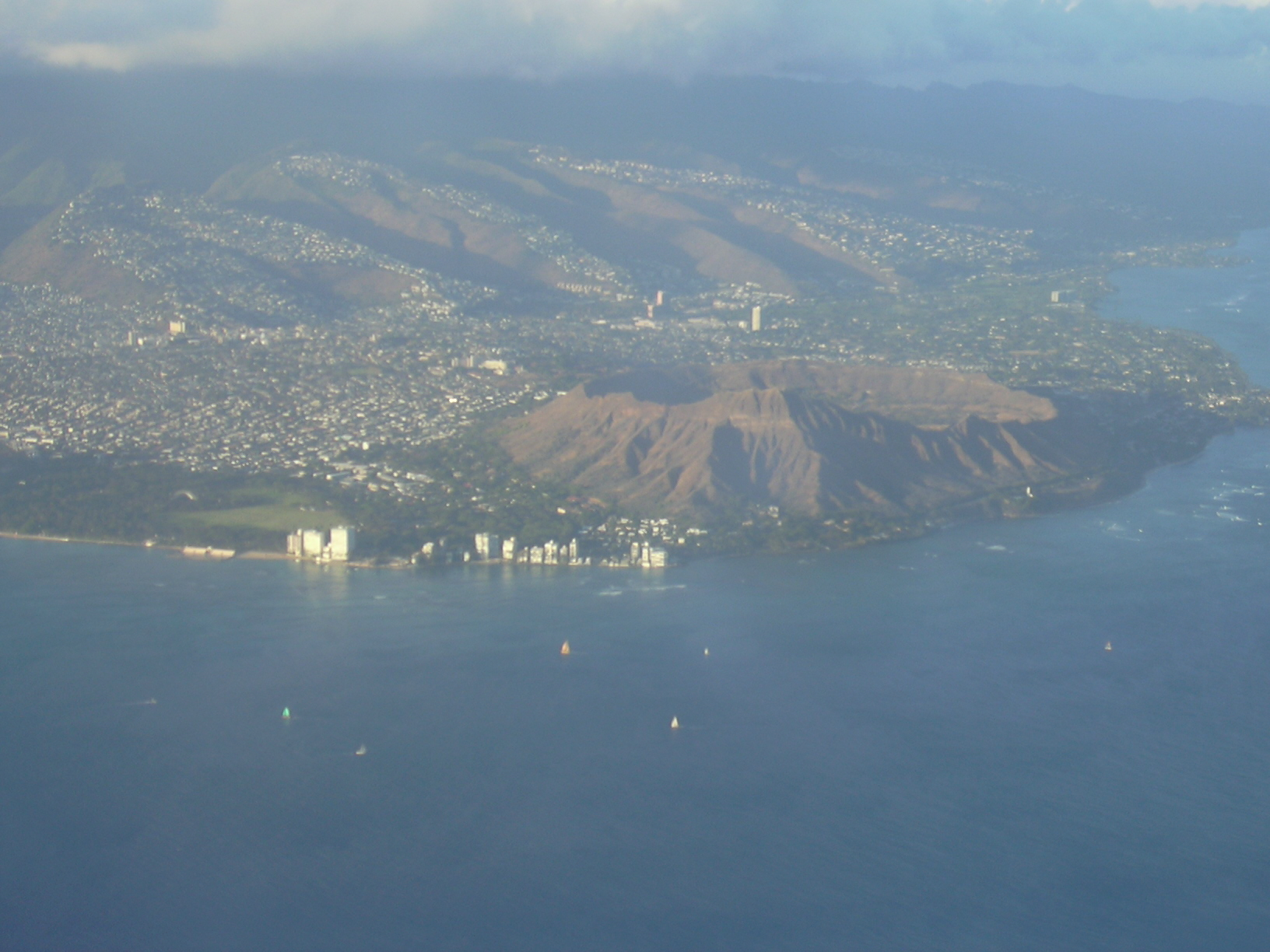